# Relations entre la Norvège et le Royaume-Uni
Les relations entre la Norvège et le Royaume-Uni sont les relations extérieures entre la Norvège et le Royaume-Uni.

## Biographie
Les deux pays ont établi des relations diplomatiques en 1905, après l'indépendance de la Norvège de la Suède. Le Royaume-Uni a une ambassade à Oslo et la Norvège a une ambassade à Londres.